# Germantown, Wisconsin
Germantown là một làng thuộc quận Washington, tiểu bang Wisconsin, Hoa Kỳ. Năm 2006, dân số của làng này là 18260 người.